# Санеев, Виктор Данилович

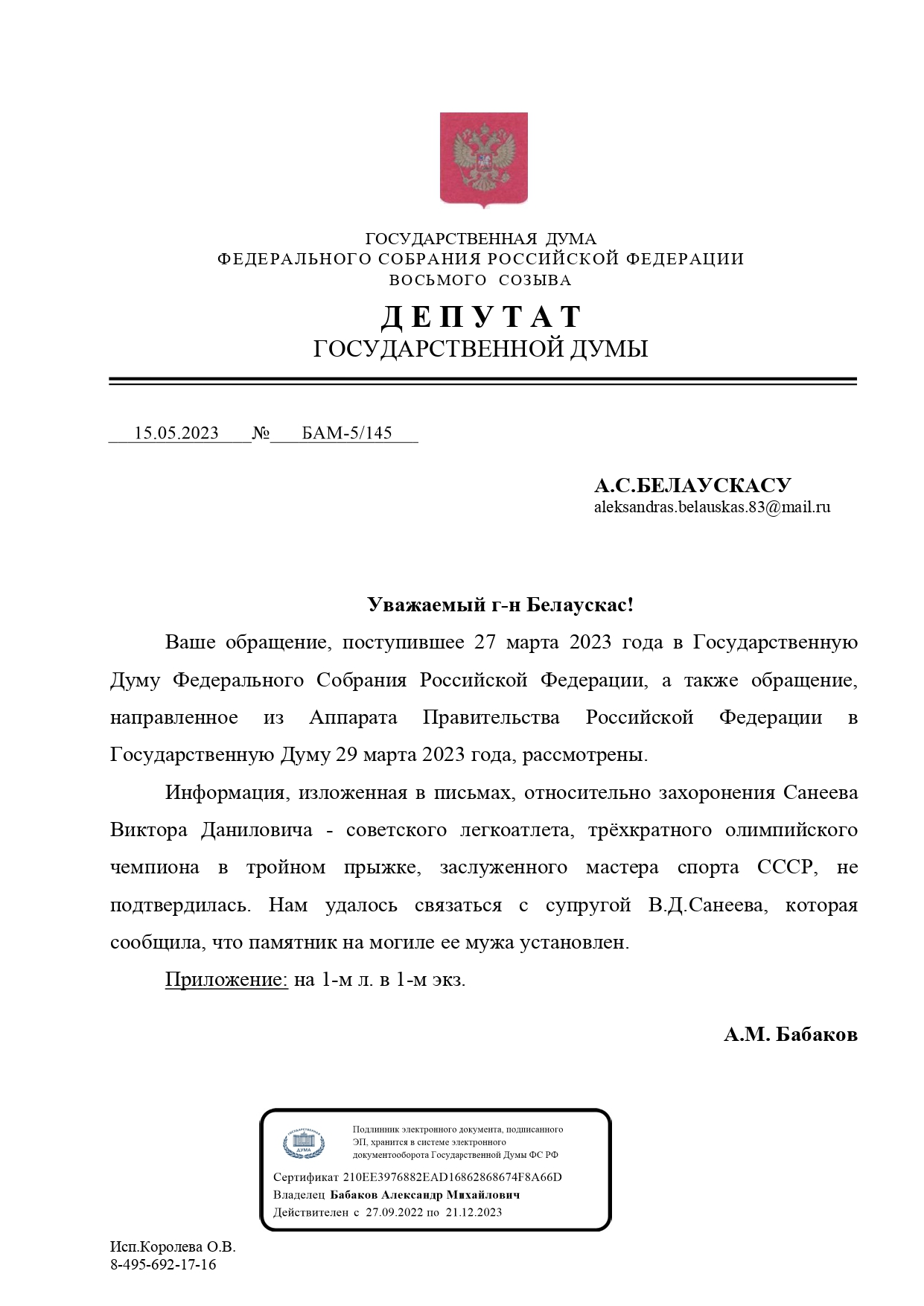

Ви́ктор Дани́лович Сане́ев (3 октября 1945[…], Сухуми, Абхазская АССР, Грузинская ССР, СССР — 2 января 2022, Сидней, Новый Южный Уэльс, Австралия) — советский легкоатлет, единственный в истории трёхкратный олимпийский чемпион в тройном прыжке. Заслуженный мастер спорта СССР (1968).
Выступал за спортивное общество «Динамо».
Награждён орденом Ленина (1972), орденом Октябрьской Революции (1980), орденом Трудового Красного Знамени (1969), орденом Дружбы народов (1976)

## Спортивная биография

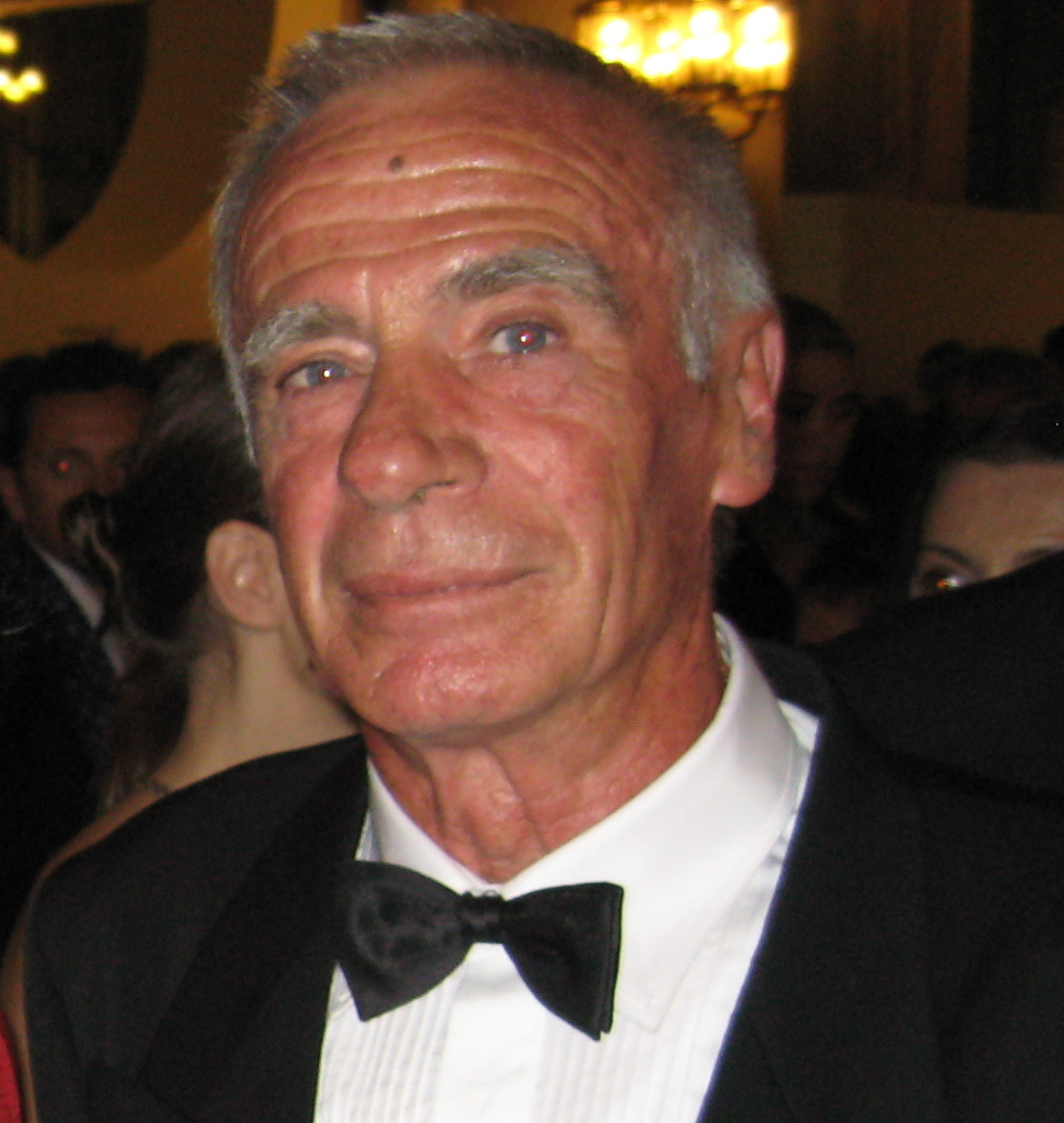
2012 год

Начинал легкоатлетическую карьеру в 1956 году в Гантиади (Абхазская АССР Грузинской ССР) как прыгун в высоту, но в 1963 переквалифицировался на тройной прыжок. Жил в Сухуми, где тренировался под руководством Акопа Самвеловича Керселяна. В дальнейшем Санеева тренировал и вырастил из него олимпийского чемпиона заслуженный тренер СССР Витольд Анатольевич Креер.
Трёхкратный олимпийский чемпион в тройном прыжке (1968, 1972, 1976). Серебряный призёр Олимпийских Игр 1980. Двукратный чемпион Европы (1969, 1974). Шестикратный чемпион Европы в помещениях (1970-72, 1975-77). Восьмикратный чемпион СССР (1968—1971, 1973-75, 1978). Трижды устанавливал мировой рекорд в тройном прыжке:17,23 м, 17,39 м, 17,44 м.
Член КПСС с 1977 года. По окончании карьеры атлета работал в аппарате спортивного общества «Динамо» Тбилиси (Грузинская ССР). После распада СССР уехал в Австралию с женой и сыном, где работал учителем физкультуры в школе. Впоследствии ему удалось получить работу тренера по прыжкам в Институте спорта штата Новый Южный Уэльс. Жил в Сиднее. В своё время Санеев окончил Грузинский институт субтропического хозяйства и Тбилисский государственный университет и поэтому любил выращивать субтропические растения на своем заднем дворе, в том числе лимоны и грейпфруты.
Скончался 3 января 2022 года в Австралии на 77-м году жизни. Похоронен 5 января в Сиднее.

## Олимпиада в Мехико
На Олимпиаду 1968 года приехали все сильнейшие атлеты мира. У Виктора Санеева стаж выступлений за сборную СССР был всего около года.
Уже в квалификации итальянец Джузеппе Джентиле установил новый мировой рекорд — 17 м 10 см. В первой попытке финала он же улучшает свой рекорд — до 17 м 22 см. В третьей попытке финала Санеев превышает этот результат на сантиметр. В пятой попытке мировой рекорд опять обновляется бразильцем Нелсоном Пруденсио до 17 м 27 см. И только в последней шестой попытке, не доступив до планки более 20 сантиметров, победную точку ставит Санеев — 17 м 39 см.

## Результаты

### Соревнования
| Год  | Соревнования            | Город     | Дата               | Дисциплина     | Результат | Место |
| ---- | ----------------------- | --------- | ------------------ | -------------- | --------- | ----- |
| 1967 | Чемпионат               | Москва    | 28 июля —1 августа | прыжки в длину | 7,80      | II    |
| 1968 | Чемпионат               | Ленинакан | 15—18 августа      | тройной        | 16,48     | I     |
| 1969 | Чемпионат               | Киев      | 17—20 августа      | тройной        | 16,64     | I     |
| 1970 | Чемпионат               | Минск     | 12—14 сентября     | тройной        | 16,86     | I     |
| 1971 | Чемпионат (в помещении) | Москва    | 27—28 февраля      | тройной        | 16,93     | I     |
| 1971 | Чемпионат               | Москва    | 16—19 июля         | тройной        | 17,16     | I     |
| 1972 | Чемпионат (в помещении) | Москва    | 24—27 февраля      | тройной        | 16,94     | I     |
| 1972 | Чемпионат               | Москва    | 17—20 июля         | тройной        | 16,75     | II    |
| 1973 | Чемпионат (в помещении) | Москва    | 3—4 марта          | тройной        | 16,77     | I     |
| 1973 | Чемпионат               | Москва    | 10—14 июля         | тройной        | 16,86     | I     |
| 1974 | Чемпионат               | Москва    | 23—26 июля         | тройной        | 17,05     | I     |
| 1975 | Чемпионат               | Москва    | 27—30 июля         | тройной        | 17,33     | I     |
| 1976 | Чемпионат (в помещении) | Москва    | 1—2 февраля        | тройной        | 17,16     | I     |
| 1978 | Чемпионат               | Тбилиси   | 15—18 сентября     | тройной        | 17,03     | I     |

### Мировые рекорды. Тройной прыжок
- 17 м 23 см — 17 октября 1968 года, Мехико, Мексика
- 17 м 39 см — 17 октября 1968 года, Мехико, Мексика
- 17 м 44 см — 17 октября 1972 года, Сухуми, СССР[18]

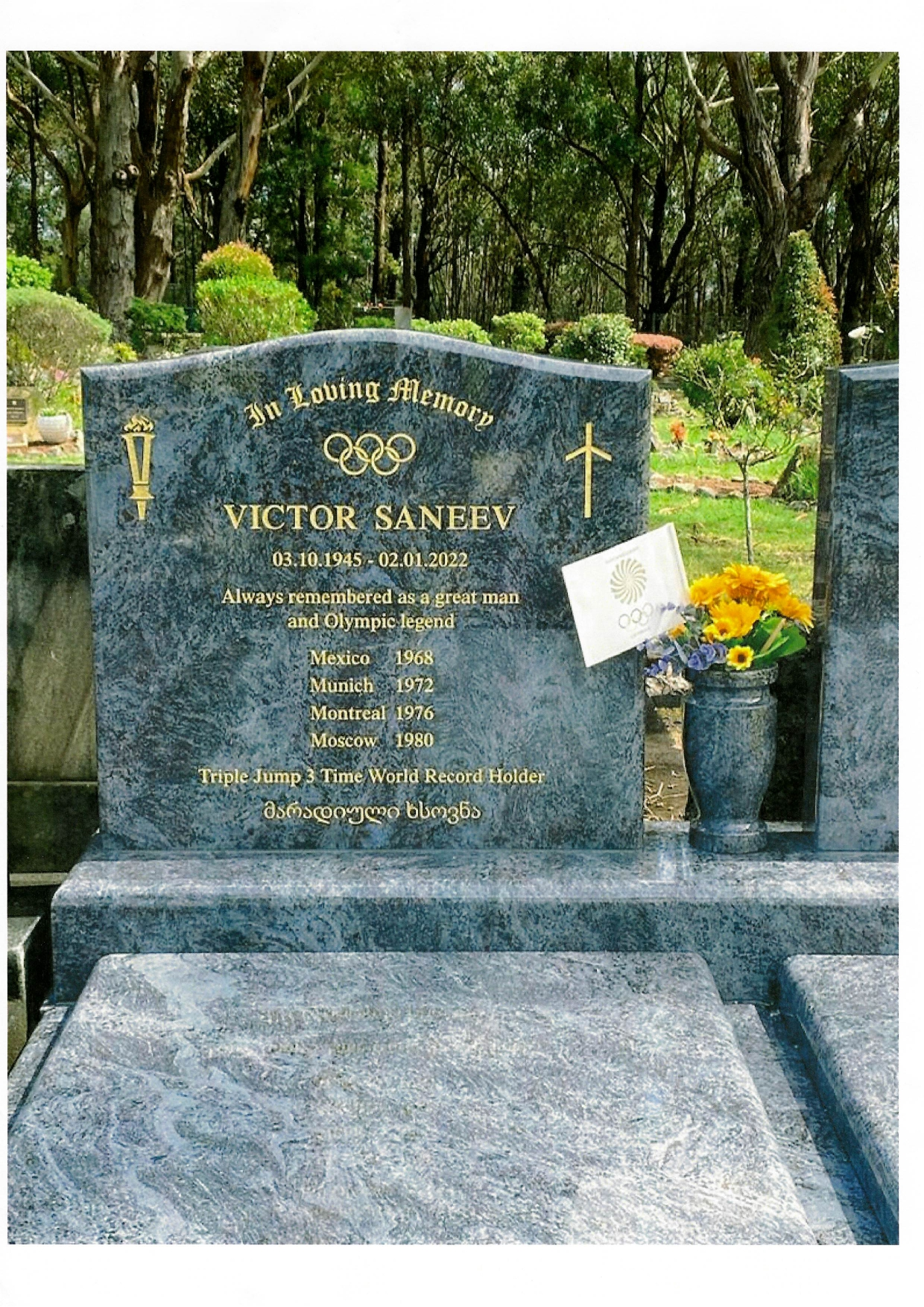

## Награды
- Президентский орден «Сияние»
- Орден Чести (Грузия) (1998)[19]
- По данным заместителя председателя Государственной Думы РФ А.М. Бабакова вдова В. Санеева поставила ему памятник на собранные поклонниками деньги.